# 胡鸣飞
胡鸣飞（1993年2月24日—），是一名中国足球运动员，现效力于中国足球超级联赛球队上海申鑫。

## 俱乐部生涯
胡鸣飞在2011年和2012年代表江苏青年参加中国足球乙级联赛。 全运会后，他并未被选入江苏舜天一线队。2013年底，胡鸣飞前往另一支中国足球超级联赛球队上海申鑫试训并成功留队。2015赛季，他被提升进入上海申鑫一队名单。 2015年4月11日，他在上海申鑫客场1比2不敌石家庄永昌的比赛第91分钟替补池忠国出场，上演中超联赛首秀。